# LOVE OVERFLOWS -ASIAN EDITION-
『LOVE OVERFLOWS –ASIAN EDITION-』（ラヴ・オーヴァーフロウズ アジアン・エディション）は、2004年3月3日にリリースされたDREAMS COME TRUEの全編英語詞による企画アルバムである。

## 概要
- 既発の日本語詞のオリジナル・アルバム『monkey girl odyssey』の楽曲を中心に過去の楽曲を英語詞に変更、編曲し、新曲を加えたアジア市場向けの企画盤。
- レコード会社移籍後、また西川隆宏脱退後初のアルバム。
- 初回限定盤と通常盤の2形態で発売。初回限定盤にはDVD付、スリーブケース入り。ドリカム作品としては初のDVD付きとなった。
- もともと全英語詩であった「IT'S ALL ABOUT LOVE」以外の楽曲はこのアルバムが初収録。
- 機種にもよるが、カラオケには未収録となっている曲も多い。

## 収録曲

### CD
1. THIS IS IT! YOU'RE THE ONE! I KNEW IT! - ｢うれしい!たのしい!大好き｣ ENGLISH VERSION -
  - オリジナルは3rdシングルに収録。
  - HondaオデッセイCFソング（2003年9月～）
2. 24/7 - ENGLISH VERSION -
  - オリジナルは28thシングル、11thアルバム『monkey girl odyssey』に収録。
3. FLOWERS - ENGLISH VERSION -
  - オリジナルは11thアルバム『monkey girl odyssey』に収録。
4. ONE YESTERDAY - DCT MIX -
  - 新曲。
  - DCT MIXとついているが、既発曲ではない。
5. THE FIRST DAY WITHOUT YOU
  - 新曲。
  - 後に38thシングル『大阪LOVER』(2007年)のカップリングに日本語バージョンが収録された。
6. IT'S ALL ABOUT LOVE
  - 2002年発売の30thシングル収録曲で、もともとすべてが英語で書かれた詩であり、シングル版からアレンジは無い。
7. CHRYSALIS OR BUTTERFLY
  - 新曲。
8. BEFORE NOW - ｢いつのまに｣ ENGLISH VERSION -
  - オリジナルは29thシングルに収録。
9. LOVE OVERFLOWS - ｢しあわせなからだ｣ ENGLISH VERSION DCT MIX -
  - オリジナルは8thアルバム『LOVE UNLIMITED∞』に収録。
10. LOVE LOVE LOVE -ENGLISH VERSION-
  - オリジナルは18thシングルに収録。
  - ホンダ NEW オデッセイ CF ソング（2003年9月～）
  - DVD「史上最強の移動遊園地 DREAMS COME TRUE WONDERLAND 2003」の初回限定盤付属CDに収録されていたものより遅くフェードアウトする。

### DVD
DCT-TV スペシャル 『今、明かされる｢LOVE OVERFLOWS -ASIAN EDITON-｣の秘密！！なんつって。』
- 初回限定盤のみ付属、46分。
- 内容はインタビュアーによる楽曲ごとについてのインタビューを収録したものとなっている。PV等の収録は無い。